# Lauriane Lamperim
Lauriane Lamperim (* 14. Oktober 1992 in Courcouronnes) ist eine französische Trampolinturnerin.

## Leben
Lamperim gewann bei den Trampolinturnen-Weltmeisterschaften 2011, 2017 und 2018 jeweils mit der französischen Mannschaft die Bronzemedaille im Tumbling-Team-Bewerb der Damen. Die Französin startet für den Club ihrer Heimatstadt Draveil. Sie erlitt 2013 in Rennes einen Wirbelbruch, von dem sie sich jedoch erholte.